# Tortella aprica
Tortella aprica är en bladmossart som beskrevs av Brotherus 1902. Tortella aprica ingår i släktet kalkmossor, och familjen Pottiaceae. Inga underarter finns listade i Catalogue of Life.